# Линдхольм, Пер
Пер Ли́ндхольм (швед. Pär Lindholm; род. 5 октября 1991 года, Кусмарк, Швеция) — шведский хоккеист, нападающий клуба «Шеллефтео». Игрок сборной Швеции по хоккею с шайбой.

## Биография
Родился 5 октября 1991 года в городе Кусмарк. Воспитанник хоккейного клуба «Шеллефтео», выступал за команду в юношеских чемпионатах Швеции. В сезоне 2009/10 дебютировал в высшей лиге Швеции за клуб, провёл 2 матча. В сезоне 2010/11 также сыграл 1 матч в высшей лиге, большую часть сезона выступал во второй лиге страны за команду «Сундсвалль».
В сезоне 2011/12 также выступал за «Сундсвалль». В следующем сезоне играл в той же лиге за клуб «Питео», был вице-капитаном команды. В сезоне 2013/14 защищал цвета команды второй лиги «Карлскруна». В 2014 году вернулся в команду «Шеллефтео».
В 2017 году впервые сыграл за сборную Швеции на Европейском хоккейном туре. В 2018 году сыграл 4 матча на хоккейном турнире зимних Олимпийских игр в Пхёнчхане, в которых забросил одну шайбу.
17 мая 2018 года подписал однолетний контракт с клубом НХЛ «Торонто Мейпл Лифс».